# Spinetta Marengo
Pour les articles homonymes, voir Marengo.
Spinetta Marengo (La Spinëta en piémontais e ra Spineuta dans le dialecte d'Alexandrie) est un village de la commune italienne d'Alexandrie, dans la province du même nom, dans la région du Piémont.
Bien que comptant une population de plus de 7 000 habitants, Spinetta Marengo est considéré comme une frazione.
Spinetta Marengo est connu pour avoir été le lieu de la bataille de Marengo qui opposa les armées françaises aux armées autrichiennes, le 14 juin 1800.

## Histoire

### Trésor de Marengo
De précieux objets de l'époque romaine du IIe siècle ont été découverts dans un champ en 1928 et sont conservés au musée des antiquités égyptiennes de Turin.

### Bataille de Marengo
Le territoire de Spinetta Marengo a été, le 14 juin 1800, le théâtre de la bataille de Marengo livrée entre l'armée française conduite par Bonaparte et l'armée autrichienne dirigée par le général Michael von Melas. La victoire française a consolidé le pouvoir du futur empereur Napoléon Ier et lui a permis de dominer l'Italie. Le général Desaix a été tué pendant cette bataille.

## Économie
À Spinetta, il y a entre les autres, une grande usine de pneus Michelin.

## Mémoire de la bataille de Marengo

### Musée de la bataille
Le musée de la bataille de Marengo se trouve dans une villa inaugurée en 1847 par Antonio Delavo. À l'intérieur sont conservés des fusils, des sabres, des tambours, des reliques de la bataille.
Par ailleurs, une pyramide a été construite en 2009 et s'est imposée en symbole du musée. Celle-ci fait écho au plan inachevé de Bonaparte de construire une pyramide pour honorer les soldats morts lors de la bataille de Marengo, notamment à l'intérieur, à travers des tables de marbre sur lesquelles auraient été gravés leurs noms.
En face du musée, se trouve une colonne surmontée d'une aigle de bronze, installée en 1801.

## Personnalités liées à Spinetta Marengo
- Napoléon Bonaparte
- Louis Desaix tué à Spinetta Marengo, le 14 juin 1800, lors de la bataille de Marengo.